# NBA All-Star Weekend 1991
L'NBA All-Star Weekend 1991, svoltosi a Charlotte, vide la vittoria finale della Eastern Conference sulla Western Conference per 116 a 114.
Charles Barkley, dei Philadelphia 76ers, fu nominato MVP della partita. Dee Brown, dei Boston Celtics, si aggiudicò l'NBA Slam Dunk Contest. Craig Hodges, dei Chicago Bulls vinse per il secondo anno consecutivo l'NBA Three-point Shootout.

## Sabato

### Legend Classic
| 9 febbraio 1991 | Est | 41 – 34 | Ovest |  |

### Slam Dunk Contest
| Giocatore                | Primo turno      | Semifinali       | Finale                |
| ------------------------ | ---------------- | ---------------- | --------------------- |
| Dee Brown (Boston)       | 92.4 (48.2+44.2) | 98.0 (49.6+48.4) | 97.7 (48.1+49.6-46.4) |
| Shawn Kemp (Seattle)     | 95.8 (47.6+48.2) | 95.6 (48.3+47.3) | 93.7 (48.0+45.7-44.3) |
| Rex Chapman (Charlotte)  | 95.2 (45.5+49.7) | 94.0 (48.0+46.0) |                       |
| Kenny Smith (Houston)    | 90.8 (48.5+42.3) | 87.9 (46.6+41.3) |                       |
| Kenny Williams (Indiana) | 86.9 (42.3+44.6) |                  |                       |
| Blue Edwards (Utah)      | 84.3 (40.1+44.2) |                  |                       |
| Otis Smith (Orlando)     | 83.0 (41.2+41.8) |                  |                       |
| Kendall Gill (Charlotte) | 81.0 (40.1+40.9) |                  |                       |

### Three-point Shootout
- Dennis Scott, Orlando Magic
- Terry Porter, Portland Trail Blazers
- Tim Hardaway, Golden State Warriors
- Hersey Hawkins, Philadelphia 76ers

- Danny Ainge, Boston Celtics
- Craig Hodges, Chicago Bulls
- Glen Rice, Miami Heat
- Clyde Drexler, Portland Trail Blazers

in grassetto è indicato il vincitore

## Domenica

### All-Star Game - Squadre

#### Western Conference
| Western Conference |                        |     |     |     |     |     |     |     |     |
| Giocatore          | Squadra                | MIN | FGM | FGA | FTM | FTA | RIM | AST | PT  |
| Karl Malone        | Utah Jazz              | 31  | 6   | 11  | 4   | 6   | 11  | 4   | 16  |
| Chris Mullin       | Golden State Warriors  | 24  | 4   | 8   | 4   | 4   | 2   | 2   | 13  |
| David Robinson     | San Antonio Spurs      | 18  | 6   | 13  | 4   | 5   | 6   | 0   | 16  |
| Magic Johnson      | Los Angeles Lakers     | 28  | 7   | 16  | 0   | 0   | 4   | 3   | 16  |
| Kevin Johnson      | Phoenix Suns           | 23  | 2   | 5   | 1   | 2   | 2   | 7   | 5   |
| Kevin Duckworth    | Portland Trail Blazers | 19  | 2   | 3   | 2   | 2   | 4   | 0   | 6   |
| Clyde Drexler      | Portland Trail Blazers | 19  | 4   | 9   | 4   | 4   | 4   | 2   | 12  |
| James Worthy       | Los Angeles Lakers     | 21  | 3   | 11  | 3   | 4   | 2   | 0   | 9   |
| Terry Porter       | Portland Trail Blazers | 15  | 2   | 6   | 0   | 0   | 3   | 4   | 4   |
| Tom Chambers       | Phoenix Suns           | 18  | 4   | 11  | 0   | 0   | 4   | 1   | 8   |
| John Stockton      | Utah Jazz              | 12  | 1   | 6   | 2   | 4   | 1   | 2   | 4   |
| Tim Hardaway       | Golden State Warriors  | 12  | 2   | 7   | 0   | 0   | 3   | 4   | 5   |
| Totale             |                        | 240 | 43  | 106 | 24  | 31  | 46  | 29  | 114 |
| All. Rick Adelman  | Portland Trail Blazers |     |     |     |     |     |     |     |     |

MIN: minuti. FGM: tiri dal campo riusciti. FGA: tiri dal campo tentati. FTM: tiri liberi riusciti. FTA: tiri liberi tentati. RIM: rimbalzi. AST: assist. PT: punti

#### Eastern Conference
| Eastern Conference |                     |             |             |             |             |             |             |             |             |
| Giocatore          | Squadra             | MIN         | FGM         | FGA         | FTM         | FTA         | RIM         | AST         | PT          |
| Bernard King       | Washington Bullets  | 26          | 2           | 8           | 4           | 4           | 3           | 3           | 8           |
| Charles Barkley    | Philadelphia 76ers  | 35          | 7           | 15          | 3           | 6           | 22          | 4           | 17          |
| Patrick Ewing      | New York Knicks     | 30          | 8           | 10          | 2           | 2           | 10          | 0           | 18          |
| Joe Dumars         | Detroit Pistons     | 15          | 1           | 4           | 0           | 0           | 2           | 1           | 2           |
| Michael Jordan     | Chicago Bulls       | 36          | 10          | 25          | 6           | 7           | 5           | 5           | 26          |
| Alvin Robertson    | Milwaukee Bucks     | 12          | 2           | 4           | 2           | 2           | 2           | 0           | 6           |
| Dominique Wilkins  | Atlanta Hawks       | 22          | 3           | 11          | 6           | 8           | 3           | 4           | 12          |
| Robert Parish      | Boston Celtics      | 5           | 1           | 2           | 0           | 0           | 4           | 0           | 2           |
| Kevin McHale       | Boston Celtics      | 14          | 0           | 3           | 2           | 2           | 3           | 2           | 2           |
| Ricky Pierce       | Milwaukee Bucks     | 19          | 4           | 8           | 1           | 1           | 2           | 2           | 9           |
| Brad Daugherty     | Cleveland Cavaliers | 12          | 3           | 7           | 2           | 3           | 5           | 1           | 8           |
| Hersey Hawkins     | Philadelphia 76ers  | 14          | 3           | 5           | 0           | 0           | 0           | 1           | 6           |
| Larry Bird         | Boston Celtics      | infortunato | infortunato | infortunato | infortunato | infortunato | infortunato | infortunato | infortunato |
| Totale             |                     | 240         | 44          | 102         | 28          | 35          | 61          | 23          | 116         |
| All. Chris Ford    | Boston Celtics      |             |             |             |             |             |             |             |             |

MIN: minuti. FGM: tiri dal campo riusciti. FGA: tiri dal campo tentati. FTM: tiri liberi riusciti. FTA: tiri liberi tentati. RIM: rimbalzi. AST: assist. PT: punti